# Độ Newton

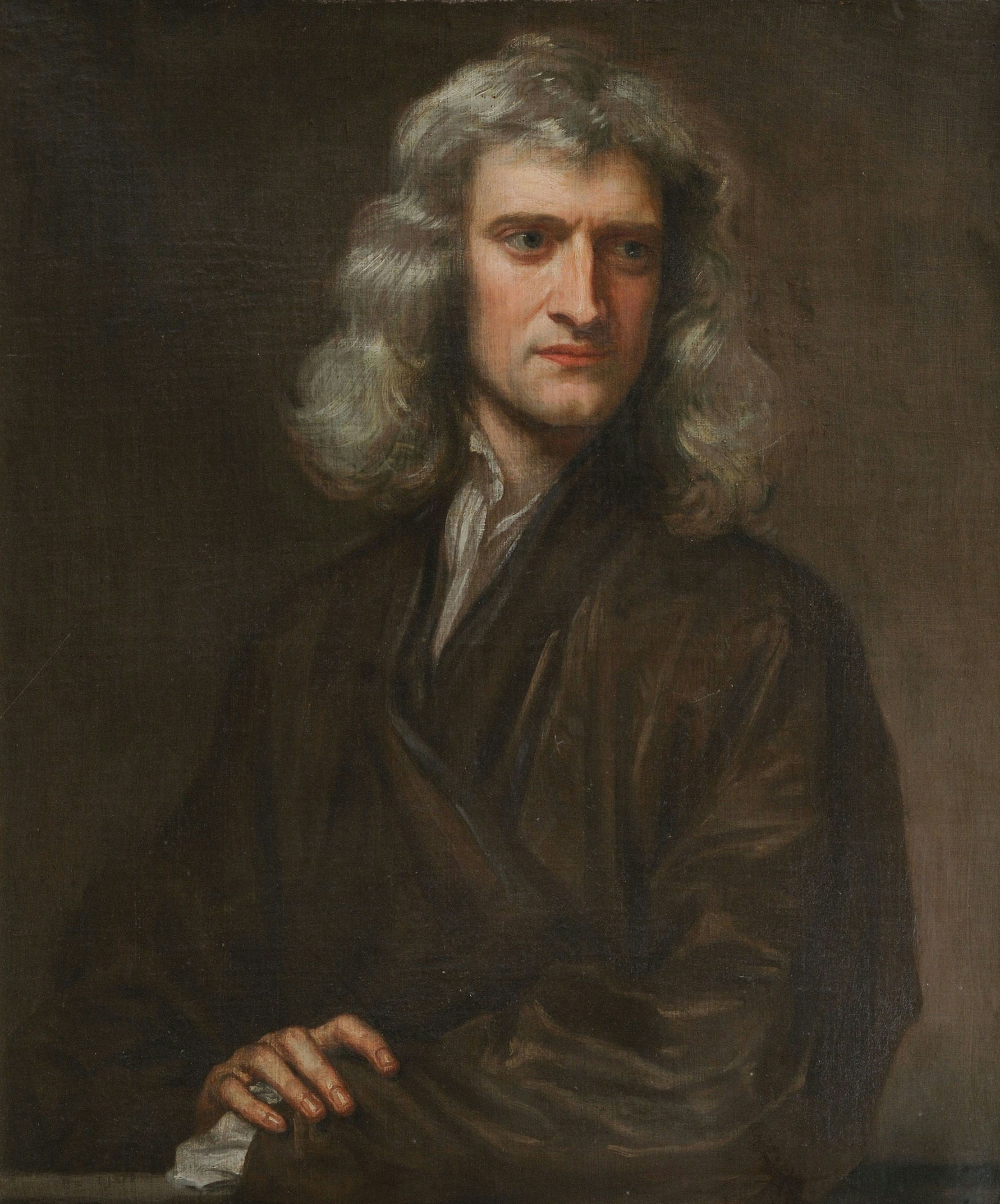
Isaac Newton (1643 - 1727), người phát minh ra Độ Newton

Độ Newton (°N hay độ N) là đơn vị đo nhiệt độ được đặt tên theo nhà vật lý, nhà thiên văn học, nhà triết học, nhà toán học, nhà thần học và nhà giả kim thuật người Anh Isaac Newton. Nó được ra đời khoảng năm 1700. Vì một số lý do mà thang nhiệt độ này không được sử dụng rộng rãi trên thế giới.

## Chuyển đổi từ thang độ Newton sang thang độ khác

### Quy luật chuyển đổi từ thang độ Newton sang các thang độ khác
|            | từ Newton                    | sang Newton                    |
| ---------- | ---------------------------- | ------------------------------ |
| Celsius    | [°C] = [°N] × 100⁄33         | [°N] = [°C] × 33⁄100           |
| Fahrenheit | [°F] = [°N] × 60⁄11 + 32     | [°N] = ([°F] − 32) × 11⁄60     |
| Kelvin     | [K] = [°N] × 100⁄33 + 273.15 | [°N] = ([K] − 273.15) × 33⁄100 |
| Rankine    | [°R] = [°N] × 60⁄11 + 491.67 | [°N] = ([°R] − 491.67) × 11⁄60 |
| Delisle    | [°De] = (33 − [°N]) × 50⁄11  | [°N] = 33 − [°De] × 11⁄50      |
| Réaumur    | [°Ré] = [°N] × 80⁄33         | [°N] = [°Ré] × 33⁄80           |
| Rømer      | [°Rø] = [°N] × 35⁄22 + 7.5   | [°N] = ([°Rø] − 7.5) × 22⁄35   |

## So sánh thang độ Newton với các thang độ khác

### So sánh giữa các thang độ
| Newton | Celsius | Fahrenheit | Kelvin | Rankine | Delisle | Réaumur | Rømer   |
| ------ | ------- | ---------- | ------ | ------- | ------- | ------- | ------- |
| 99.00  | 300.00  | 572.00     | 573.15 | 1031.67 | −300.00 | 240.00  | 165.00  |
| 95.70  | 290.00  | 554.00     | 563.15 | 1013.67 | −285.00 | 232.00  | 159.75  |
| 92.40  | 280.00  | 536.00     | 553.15 | 995.67  | −270.00 | 224.00  | 154.50  |
| 89.10  | 270.00  | 518.00     | 543.15 | 977.67  | −255.00 | 216.00  | 149.25  |
| 85.80  | 260.00  | 500.00     | 533.15 | 959.67  | −240.00 | 208.00  | 144.00  |
| 82.50  | 250.00  | 482.00     | 523.15 | 941.67  | −225.00 | 200.00  | 138.75  |
| 79.20  | 240.00  | 464.00     | 513.15 | 923.67  | −210.00 | 192.00  | 133.50  |
| 75.90  | 230.00  | 446.00     | 503.15 | 905.67  | −195.00 | 184.00  | 128.25  |
| 72.60  | 220.00  | 428.00     | 493.15 | 887.67  | −180.00 | 176.00  | 123.00  |
| 69.30  | 210.00  | 410.00     | 483.15 | 869.67  | −165.00 | 168.00  | 117.75  |
| 66.00  | 200.00  | 392.00     | 473.15 | 851.67  | −150.00 | 160.00  | 112.50  |
| 62.70  | 190.00  | 374.00     | 463.15 | 833.67  | −135.00 | 152.00  | 107.25  |
| 59.40  | 180.00  | 356.00     | 453.15 | 815.67  | −120.00 | 144.00  | 102.00  |
| 56.10  | 170.00  | 338.00     | 443.15 | 797.67  | −105.00 | 136.00  | 96.75   |
| 52.80  | 160.00  | 320.00     | 433.15 | 779.67  | −90.00  | 128.00  | 91.50   |
| 49.50  | 150.00  | 302.00     | 423.15 | 761.67  | −75.00  | 120.00  | 86.25   |
| 46.20  | 140.00  | 284.00     | 413.15 | 743.67  | −60.00  | 112.00  | 81.00   |
| 42.90  | 130.00  | 266.00     | 403.15 | 725.67  | −45.00  | 104.00  | 75.75   |
| 39.60  | 120.00  | 248.00     | 393.15 | 707.67  | −30.00  | 96.00   | 70.50   |
| 36.30  | 110.00  | 230.00     | 383.15 | 689.67  | −15.00  | 88.00   | 65.25   |
| 33.00  | 100.00  | 212.00     | 373.15 | 671.67  | 0.00    | 80.00   | 60.00   |
| 29.70  | 90.00   | 194.00     | 363.15 | 653.67  | 15.00   | 72.00   | 54.75   |
| 26.40  | 80.00   | 176.00     | 353.15 | 635.67  | 30.00   | 64.00   | 49.50   |
| 23.10  | 70.00   | 158.00     | 343.15 | 617.67  | 45.00   | 56.00   | 44.25   |
| 19.80  | 60.00   | 140.00     | 333.15 | 599.67  | 60.00   | 48.00   | 39.00   |
| 16.50  | 50.00   | 122.00     | 323.15 | 581.67  | 75.00   | 40.00   | 33.75   |
| 13.20  | 40.00   | 104.00     | 313.15 | 563.67  | 90.00   | 32.00   | 28.50   |
| 9.90   | 30.00   | 86.00      | 303.15 | 545.67  | 105.00  | 24.00   | 23.25   |
| 6.60   | 20.00   | 68.00      | 293.15 | 527.67  | 120.00  | 16.00   | 18.00   |
| 3.30   | 10.00   | 50.00      | 283.15 | 509.67  | 135.00  | 8.00    | 12.75   |
| 0.00   | 0.00    | 32.00      | 273.15 | 491.67  | 150.00  | 0.00    | 7.50    |
| −3.30  | −10.00  | 14.00      | 263.15 | 473.67  | 165.00  | −8.00   | 2.25    |
| −6.60  | −20.00  | −4.00      | 253.15 | 455.67  | 180.00  | −16.00  | −3.00   |
| −9.90  | −30.00  | −22.00     | 243.15 | 437.67  | 195.00  | −24.00  | −8.25   |
| −13.20 | −40.00  | −40.00     | 233.15 | 419.67  | 210.00  | −32.00  | −13.50  |
| −16.50 | −50.00  | −58.00     | 223.15 | 401.67  | 225.00  | −40.00  | −18.75  |
| −19.80 | −60.00  | −76.00     | 213.15 | 383.67  | 240.00  | −48.00  | −24.00  |
| −23.10 | −70.00  | −94.00     | 203.15 | 365.67  | 255.00  | −56.00  | −29.25  |
| −26.40 | −80.00  | −112.00    | 193.15 | 347.67  | 270.00  | −64.00  | −34.50  |
| −29.70 | −90.00  | −130.00    | 183.15 | 329.67  | 285.00  | −72.00  | −39.75  |
| −33.00 | −100.00 | −148.00    | 173.15 | 311.67  | 300.00  | −80.00  | −45.00  |
| −36.30 | −110.00 | −166.00    | 163.15 | 293.67  | 315.00  | −88.00  | −50.25  |
| −39.60 | −120.00 | −184.00    | 153.15 | 275.67  | 330.00  | −96.00  | −55.50  |
| −42.90 | −130.00 | −202.00    | 143.15 | 257.67  | 345.00  | −104.00 | −60.75  |
| −46.20 | −140.00 | −220.00    | 133.15 | 239.67  | 360.00  | −112.00 | −66.00  |
| −49.50 | −150.00 | −238.00    | 123.15 | 221.67  | 375.00  | −120.00 | −71.25  |
| −52.80 | −160.00 | −256.00    | 113.15 | 203.67  | 390.00  | −128.00 | −76.50  |
| −56.10 | −170.00 | −274.00    | 103.15 | 185.67  | 405.00  | −136.00 | −81.75  |
| −59.40 | −180.00 | −292.00    | 93.15  | 167.67  | 420.00  | −144.00 | −87.00  |
| −62.70 | −190.00 | −310.00    | 83.15  | 149.67  | 435.00  | −152.00 | −92.25  |
| −66.00 | −200.00 | −328.00    | 73.15  | 131.67  | 450.00  | −160.00 | −97.50  |
| −69.30 | −210.00 | −346.00    | 63.15  | 113.67  | 465.00  | −168.00 | −102.75 |
| −72.60 | −220.00 | −364.00    | 53.15  | 95.67   | 480.00  | −176.00 | −108.00 |
| −75.90 | −230.00 | −382.00    | 43.15  | 77.67   | 495.00  | −184.00 | −113.25 |
| −79.20 | −240.00 | −400.00    | 33.15  | 59.67   | 510.00  | −192.00 | −118.50 |
| −82.50 | −250.00 | −418.00    | 23.15  | 41.67   | 525.00  | −200.00 | −123.75 |
| −85.80 | −260.00 | −436.00    | 13.15  | 23.67   | 540.00  | −208.00 | −129.00 |
| −90.14 | −273.15 | −459.67    | 0.00   | 0.00    | 559.73  | −218.52 | −135.90 |

### So sánh tính chất
| Tính chất                                                  | Kelvin   | Celsius | Fahrenheit | Rankine   | Delisle | Newton | Réaumur | Rømer   |
| ---------------------------------------------------------- | -------- | ------- | ---------- | --------- | ------- | ------ | ------- | ------- |
| Không độ tuyệt đối                                         | 0.00     | −273.15 | −459.67    | 0.00      | 559.73  | −90.14 | −218.52 | −135.90 |
| Nhiệt độ thấp nhất từng được ghi nhận trên bề mặt Trái Đất | 184      | −89.2   | −128.6     | 331       | 284     | −29    | −71     | −39     |
| Hỗn hợp nước đá / muối của Fahrenheit                      | 255.37   | −17.78  | 0.00       | 459.67    | 176.67  | −5.87  | −14.22  | −1.83   |
| Nhiệt độ tan chảy của nước đá (ở điều kiện tiêu chuẩn)     | 273.15   | 0.00    | 32.00      | 491.67    | 150.00  | 0.00   | 0.00    | 7.50    |
| Điểm ba trạng thái của nước                                | 273.16   | 0.01    | 32.018     | 491.688   | 149.985 | 0.0033 | 0.008   | 7.50525 |
| Nhiệt độ trung bình của bề mặt Trái Đất                    | 288      | 15      | 59         | 519       | 128     | 5      | 12      | 15      |
| Nhiệt độ trung bình của cơ thể người*                      | 310      | 37      | 98         | 558       | 95      | 12     | 29      | 27      |
| Nhiệt độ cao nhất từng được ghi nhận trên bề mặt Trái Đất  | 331      | 58      | 136.4      | 596       | 63      | 19     | 46      | 38      |
| Nhiệt độ sôi của nước (ở điều kiện tiêu chuẩn)             | 373.1339 | 99.9839 | 211.97102  | 671.64102 | 0.00    | 33.00  | 80.00   | 60.00   |
| Nhiệt độ tan chảy của Titan                                | 1941     | 1668    | 3034       | 3494      | −2352   | 550    | 1334    | 883     |
| Bề mặt của Mặt Trời                                        | 5800     | 5500    | 9900       | 10400     | −8100   | 1800   | 4400    | 2900    |

### So sánh dưới dạng đồ thị
|                                                    |                                       |                                                        |                                                 |                                              |                                                           |                                                |  | Rankine (°Ra) |
| Kelvin (K)                                         |                                       |                                                        |                                                 |                                              |                                                           |                                                |  |               |
| Fahrenheit (°F)                                    |                                       |                                                        |                                                 |                                              |                                                           |                                                |  |               |
| Celsius (°C) Réaumur (°Ré) Rømer (°Rø) Newton (°N) |                                       |                                                        |                                                 |                                              |                                                           |                                                |  |               |
| Delisle (°D)                                       |                                       |                                                        |                                                 |                                              |                                                           |                                                |  |               |
|                                                    | Hỗn hợp nước đá / muối của Fahrenheit | Nhiệt độ tan chảy của nước đá (ở điều kiện tiêu chuẩn) | Nhiệt độ trung bình của bề mặt Trái Đất (15 °C) | Nhiệt độ trung bình của cơ thể người (37 °C) | Nhiệt độ cao nhất từng được ghi nhận trên bề mặt Trái Đất | Nhiệt độ sôi của nước (ở điều kiện tiêu chuẩn) |  |               |

## Tính chất của thang độ Newton
| Tính chất                                                  | Số đo  |
| ---------------------------------------------------------- | ------ |
| Độ không tuyệt đối                                         | −90.14 |
| Nhiệt độ thấp nhất từng được ghi nhận trên bề mặt Trái Đất | −29    |
| Hỗn hợp nước đá / muối của Fahrenheit                      | −5.87  |
| Nhiệt độ tan chảy của nước đá (ở điều kiện tiêu chuẩn)     | 0.00   |
| Điểm ba trạng thái của nước                                | 0.0033 |
| Nhiệt độ trung bình của bề mặt Trái Đất                    | 5      |
| Nhiệt độ trung bình của cơ thể người*                      | 12     |
| Nhiệt độ cao nhất từng được ghi nhận trên bề mặt Trái Đất  | 19     |
| Nhiệt độ sôi của nước (ở điều kiện tiêu chuẩn)             | 33.00  |
| Nhiệt độ tan chảy của Titan                                | 550    |
| Bề mặt của Mặt Trời                                        | 1800   |